# Tortella jugicola
Tortella jugicola là một loài Rêu trong họ Pottiaceae. Loài này được (Duby) Paris miêu tả khoa học đầu tiên năm 1906.